# Liste der Biografien/Tep
Liste der Biografien |
Portal Biografien |
Personensuche
# |
A |
B |
C |
D |
E |
F |
G |
H |
I |
J |
K |
L |
M |
N |
O |
P |
Q |
R |
S |
T |
U |
V |
W |
X |
Y |
Z |
?
 
Ta |
Tc |
Te |
Tf |
Tg |
Th |
Ti |
Tj |
Tk |
Tl |
Tm |
To |
Tq |
Tr |
Ts |
Tu |
Tv |
Tw |
Tx |
Ty |
Tz
 
Tea |
Teb |
Tec |
Ted |
Tee |
Tef |
Teg |
Teh |
Tei |
Tej |
Tek |
Tel |
Tem |
Ten |
Teo |
Tep |
Teq |
Ter |
Tes |
Tet |
Teu |
Tev |
Tew |
Tex |
Tey |
Tez
Die Liste der Biografien führt alle Personen auf, die in der deutschsprachigen Wikipedia einen Artikel haben. Dieses ist eine Teilliste mit 80 Einträgen von Personen, deren Namen mit den Buchstaben „Tep“ beginnt.

## Tep
- Tep, Vanny (* 1981), kambodschanische Landrechtsaktivistin und Menschenrechtsverteidigerin

### Tepa
- Tepavac, Marko (* 1994), serbischer Tennisspieler
- Tepavac, Mirko (1922–2014), jugoslawischer Politiker

### Tepe
- Tepe, Alfred (1840–1920), niederländischer Architekt
- Tepe, Amanda (* 1977), US-amerikanische Schauspielerin
- Tepe, Gerhard (1863–1922), deutscher Priester und Bischöflicher Offizial
- Tepe, Gökhan (* 1978), türkischer Popmusiker
- Tepe, Jannik (* 1999), deutscher Fußballspieler
- Tepe, Leonie (* 1995), deutsche Schauspielerin
- Tepe, Markus (1971–2021), Bildender Künstler, Dozent für Malerei und Grafik
- Tepe, Marlis (* 1954), deutsche Gewerkschaftsfunktionärin
- Tepe, Nurtekin (* 1967), deutscher Politiker (SPD), MdBB
- Tepe, Peter (* 1948), deutscher Philosoph, Literaturwissenschaftler und bildender Künstler
- Tepe, Valfredo Bernardo (1918–2003), brasilianischer Ordensgeistlicher, katholischer Bischof von Ilhéus
- Tepe, Wilfried (* 1940), deutscher Fußballtorhüter
- Tepecik, Enes (* 2004), österreichischer Fußballspieler
- Tepecik, Ergün (* 1944), deutsch-türkischer Schriftsteller, Theaterregisseur und Spielgruppengründer
- Tepedelenli, Ali Pascha (1741–1822), albanischer Großgrundbesitzer und osmanischer PaschaTepedelenli Ali Pascha (1741–1822)

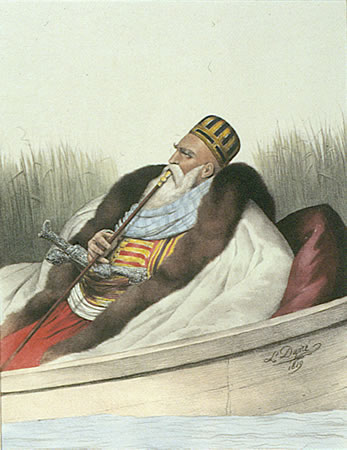
Tepedelenli Ali Pascha (1741–1822)

- Tepekule, Yusuf (* 1968), türkischer Fußballspieler
- Tepel, Albert (1835–1900), Landtagsabgeordneter Waldeck
- Tepel, Ralph (* 1964), deutscher Künstler
- Tepel, Steffen (* 1985), deutscher Nordischer Kombinierer und Trainer der Schweizer Nationalmannschaft Nordische Kombination
- Tepel, Vita (* 1995), deutsche Schauspielerin
- Tepeli, Edip (* 1989), türkischer Schauspieler
- Tepemanch, altägyptischer Beamter
- Țepeneag, Dumitru (* 1937), rumänischer Übersetzer und Schriftsteller
- Teper, Erkan (* 1982), deutscher Boxer
- Tepeš, Anja (* 1991), slowenische Skispringerin
- Tepeš, Jurij (* 1989), slowenischer Skispringer
- Tepeš, Miran (* 1961), jugoslawischer Skispringer
- Tepest, Evan (* 1989), deutsche Person, verfasst Essays und Romane
- Tepez, Robert (* 1912), deutscher Architekt

### Tepf
- Tepfer, Dan (* 1982), US-amerikanischer Jazzpianist, Komponist und Musikpädagoge

### Tepi
- Tepić, Marinika (* 1974), serbische Politikerin (SSP)
- Tepić, Milenko (* 1987), serbischer Basketballspieler
- Teping, Franz (1880–1956), deutscher Ministerialrat und Schulleiter

### Tepl
- Teplier, Louis (* 1979), französischer Straßenradrennfahrer von Guadeloupe
- Teplinski, Michail Jurjewitsch (* 1969), russischer Generaloberst und Kommandeur der Russischen LuftlandetruppenMichail Jurjewitsch Teplinski (* 1969)

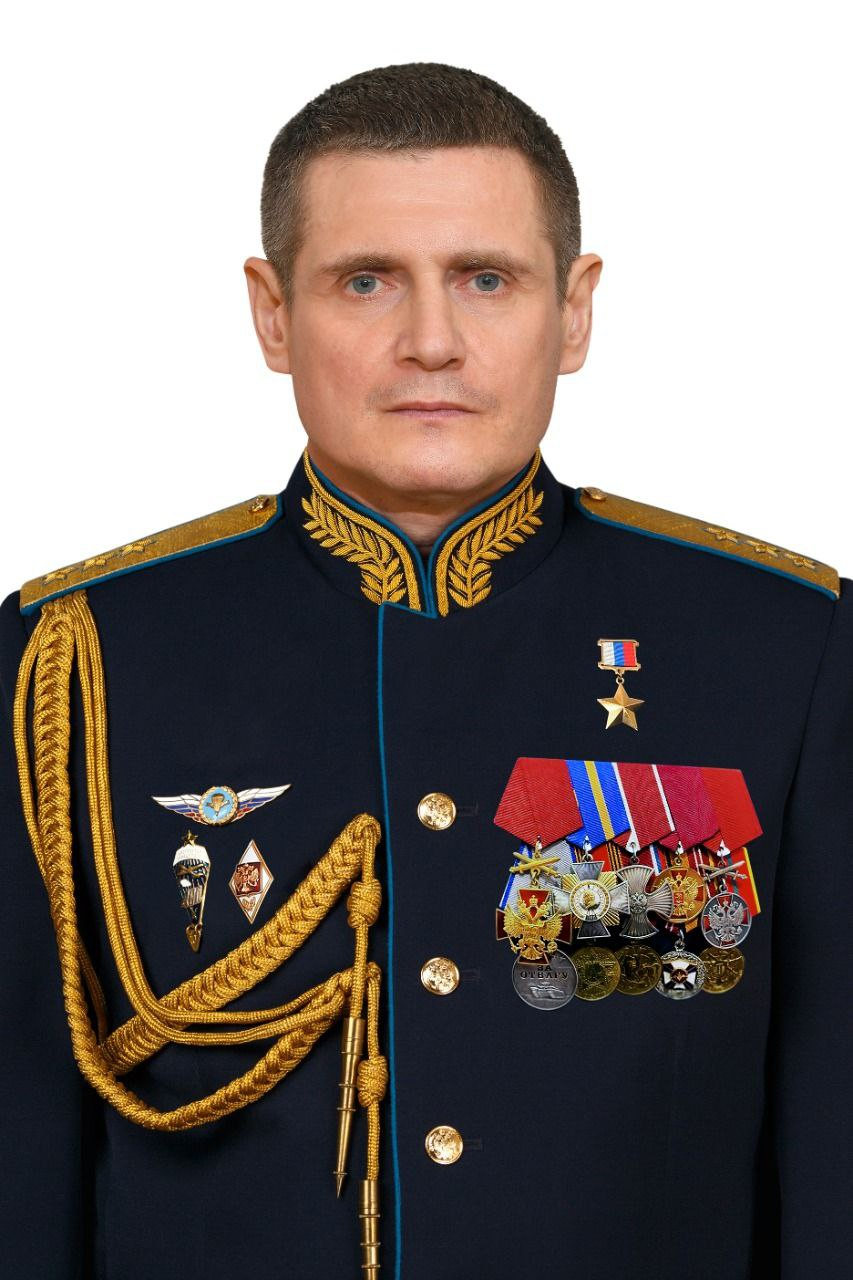
Michail Jurjewitsch Teplinski (* 1969)

- Teplitz, Jakob, jiddischer Dichter
- Teplitzky, Otto (1930–2019), deutscher Jurist, Richter am Bundesgerichtshof, Honorarprofessor an der Universität Bonn
- Teplow, Grigori Nikolajewitsch (1717–1779), russischer Komponist
- Teplý, Jiří (* 1962), tschechischer Skilangläufer
- Teplý, Oldřich (* 1940), tschechoslowakischer Eisschnellläufer
- Teplyi, Igor (* 1986), dänischer Schachspieler

### Tepp
- Tepp, Elmar (1913–1943), estnischer Fußballnationalspieler
- Teppa, Carlos (* 1923), venezolanischer Komponist und Cellist
- Teppan, Jaanus (* 1962), estnischer Skilangläufer
- Teppan, Vahur (* 1985), estnischer Skilangläufer
- Tepparak, Pratchaya (* 1993), thailändischer Dreispringer
- Tepparith Singwancha (* 1988), thailändischer Boxer im Superfliegengewicht
- Teppe, Agnès (* 1968), französische Leichtathletin
- Teppe, Karl (1943–2012), deutscher Historiker und Kulturdezernent des LWL
- Teppe, Nathalie (* 1972), französische Leichtathletin
- Tepper Marlin, Alice (* 1944), US-amerikanische Wirtschaftswissenschaftlerin
- Tepper, Albert (1921–2010), US-amerikanischer Komponist und Musikpädagoge
- Tepper, David (* 1957), US-amerikanischer Investor und ManagerDavid Tepper (* 1957)

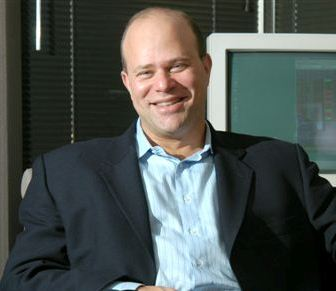
David Tepper (* 1957)

- Tepper, Johann Gottlieb Otto (1841–1923), deutsch-australischer Entomologe
- Tepper, Kerri (* 1967), australische Tischtennisspielerin
- Tepper, Marvin (* 1986), deutscher Eishockeyspieler
- Tepper, Peter (1943–2021), deutscher Schauspieler, Regisseur, Intendant, Kabarettist, Synchron- und Hörspielsprecher
- Tepper, Robert (* 1950), US-amerikanischer Sänger und Songwriter
- Tepper, Sheri S. (1929–2016), US-amerikanische Autorin von Science-Fiction-, Fantasy-, Horror- und Mystery-Romanen
- Tepper, William (1948–2017), US-amerikanischer Schauspieler und Drehbuchautor
- Tepper, Wolfgang (1941–2020), deutscher Boxer
- Tepper, Yona (* 1941), israelische Schriftstellerin
- Tepper-Laski, Kurt von (1850–1931), deutscher Offizier, Sportreiter, Schriftsteller, Journalist und Pazifist
- Tepper-Laski, Viktor von (1844–1905), deutscher Politiker, MdR, Regierungspräsident in Wiesbaden und in Köslin
- Tepperberg, Christoph (* 1952), österreichischer Historiker
- Tepperwein, Kurt (* 1932), deutscher Autor und Unternehmer
- Tepperwien, Fritz (1937–2014), deutscher Politiker (SPD), MdBB
- Tepperwien, Ingeborg (* 1945), deutsche Richterin am Bundesgerichtshof
- Teppich, Fritz (1918–2012), deutscher Journalist und antifaschistischer Widerstandskämpfer
- Teppich, Robin (* 1989), deutscher Handballspieler
- Teppner, Herwig (* 1941), österreichischer Botaniker

### Tepr
- Tepr, französischer Techno-Produzent

### Teps
- Tepsell, Aimo (* 1932), finnischer Orientierungsläufer
- Tepser, Jakob Daniel (1653–1711), österreichischer Politiker; Bürgermeister von Wien (1696–1699, 1704–1707)

### Tept
- Tepti-Ahar, elamitischer König
- Tepti-Huban-Inšušnak, elamitischer König

### Tepu
- Țepușă, Mihaela (* 1983), rumänische Fußballschiedsrichterassistentin